# 益世报
《益世报》（英語：Social Welfare；音译：或），中华民国大陆时期一家隶属于天主教会的报纸，由比利时籍神父雷鸣远于1915年10月10日在天津创办。虽然是天主教报纸，《益世报》内容并不拘泥于宗教，涉及范围广泛，长期持反日爱国之立场，是新文化运动时期京津地区的重要报纸。
1916年添设北京版，是五四运动中第一家被查封的报纸。七七事变后，天津版主编生宝堂被日军诱捕杀害，继而停刊。先后在昆明、重庆复刊，至抗日战争胜利后，在天津复刊。在于斌主教带领下，逐步形成天津、北平、南京、上海、西安、重庆的《益世报》网。因于斌反共立场，被中国共产党批评。1949年前后关停后，刘守荣之子刘益之又创设有新加坡《益世报》，仅经营四个多月。
《益世报》各地版本相对独立，其中以天津版发行时间最久，影响力最大。因天津版之编辑经营长期被刘守荣、劉豁軒兄弟控制，又有“刘家报”之称。与《大公报》《申报》和《民国日报》一同被称为“民国四大报刊”。

## 筹备经过
1901年，雷鸣远来华传教，并于1906年成为天津总本堂望海楼教堂的本堂神父。他在传教的过程中宣扬救国理念，吸引到包括马相伯在内等著名天主教徒及社会各界人士的广泛关注。其教徒集结发行《救国》小册子。1911年，盐山县王耀华创办的《教理通告》，后被雷鸣远接手，后改为周刊《广益录》作为华北天主教会的机关报。1915年，日本提出《二十一条》，雷鸣远为宣扬民族意识，筹办《益世报》。
《益世报》的筹备得到当时在天津创设《大公报》的英歛之之帮助，以1913年雷鸣远在欧洲的筹款，加上朋友借款，总计不到四万元开始发行。创刊时，雷鸣远以独资任董事长，选定劉守榮為總經理，杜竹轩為副經理。劉守榮，字浚卿，雷鸣远在天津传教时入教，舉凡雷神父在天津所發起的事業和活動，從籌畫到實行，他無不參與。为避免被视为受外國支配，报馆选址不在租界内，而是在天津南市榮業大街。为达到发行的广告效果，在天津闹市设立广告牌，写道“雙十節將如何？”一度引来天津警察局的关注与询问。至1915年雙十節，广告牌揭幕，改为「益世報出版了！」
报纸开办后，各教區賀函附帶著捐款源源而來。随后，周刊《广益报》改为周刊《益世主日报》，以《益世报》收录时事新闻，《益世主日报》收录教会新闻。

## 发展历程

### 老西开事件
1916年，西开教堂竣工，法国领事以保护教堂为名义，派军队将驻守教堂的中国警察全部缴械逮捕，引发民众抗争。《益世报》总经理刘守荣慷慨演讲称“我国虽未亡，而外国人对待我国如亡国一般”，力挺抗争。雷鸣远则认为此次事件影响教会在华形象，提出“中国归中国人，中国人归基督”的口号。二人带领《益世报》广泛报道、积极支持和声援天津市民的抗争活动。
从1915年到1916年，雷鳴遠與天津紳商組織「維持國權國土會」，以《益世報》為言論機構，组织上街遊行、罷工罷市，天津地區天主教教會，包括大部分神職及教友都有参与，乃中國天主教第一次的愛國行動之一。《益世報》以公开信形式，要求要求法国撤离老西開，引发法国领事馆责难法国籍主教杜保禄。自此，天津教會不再支持《益世报》。
1917年，报馆遷至東門外小洋貨街。因为激烈的反法行为，雷鸣远与好友湯作霖一同被遣使會惩处，雷鸣远被调往浙江，湯作霖则被调往位于南半球的基多；湯作霖拒绝调任后，随即被剥夺神权。雷神父上書教廷，請教廷下達指令，准許《益世報》繼續發行。1918年，雷鸣远离开中国，返回欧洲，期间还资助中国旅欧勤工俭学的学生。在欧洲期间，他到梵蒂冈控诉法国传教士，建议撤销法国的保教权、让中国人自己管理教会。尽管收到了教会的惩处，雷鸣远却在中国人里收获了很高名望。

### 五四运动
在雷鸣远动身前往欧洲以前，1918年5月，时任美国驻华公使馆副领事伯尔（英語：Roger A. Burr）向其出资60,000墨西哥元收购天津、北京的《益世报》，但并未获得京师警察厅之批准。同年，成舍我经由李大钊介绍到《益世報》北京版從事兼职编辑。1919年2月，北京的《益世报》节译《华北明星报》（英語：North China Star）及《京津泰晤士报》，刊载日使向中国外交部施压之消息，引发北京警方传唤益世报主笔警戒。随后《顺天时报》刊登文章指“中日之亲善乃中日共存之根本”，引北京《益世报》编辑潘云超于2月9日发表社论批评驳斥。2月15日，世界报界联合会会长威廉北京宣传威尔逊主义，北京报馆经理杜竹轩负责接洽。
1919年5月4日，五四运动爆发，《益世报》采取支持学生的立场。5月23日，《益世报》北京版刊登成舍我所写的社论〈安福与强盗〉，惹怒安福派政客。5月24日，京师警察厅包围了南新华街《益世报》北京馆，逮捕总编潘云超，查封报馆，成为五四运动中首家被查封的报馆。京畿警备总司令部致函京师警察厅，指《益世报》前一日刊载的〈山东第五师全体士兵敬告全国同胞电〉 系“煽惑军队，鼓荡风潮”，要求警察厅即刻查封报馆。当日，《华北明星报》的美国记者爱番司（或译乌理查·挨朋）偕中美通信社经理陈廷谟京师警察厅与司法处晤谈，请求保释潘云超。询问不能保释原因时，司法处白处长谈及日本公使馆派人质询警察厅为何不直接对学生开枪。翌日，《华北明星报》刊文指《益世报》被封实因背后“受驻京某公使抗议之影响”，并指出《益世报》在美国注册。随即京师警察厅援引法律，称“民国元年九月以后，外国人不得在北京添开营业”、“不准私揽洋股”，认定《益世报》乃中国人承办，美国不得干涉。
25日下午，美国大使芮恩施前往京师警察厅要求保释潘云超，并求见外交部部长代理陈箓而被因病推脱。26日，美国公使馆向北洋政府正式抗议，芮恩施还前往总统府拜访徐世昌，要求尽快解封《益世报》。27日，美国驻华公使馆宣布《益世报》法律程序齐备、为美国人所有，当日英美驻京记者致函徐世昌，认为中国政府对待《顺天时报》和《益世报》厚此薄彼，要求维持《益世报》。31日，京畿警备总司令段芝贵断然否认《益世报》为美国人所有，安福派、交通系均力阻《益世报》北京版重新发行，徐世昌无法调停。潘云超被捕之事令《益世报》因此销量大增。6月15日，天津《益世报》在北京、保定之邮寄亦被北京巡警所查处。6月22日，潘云超被判处一年有期徒刑，期间成舍我代行北京版总编辑职责。

### 新文化运动
新文化运动期间，《益世报》是京津地区的重要报纸。《益世报》副刊《语林》长期关注左翼文化运动，发表左翼文学作品。1919年7月下旬，为宣扬俄罗斯十月革命所带来的思潮，周恩来带领天津的大学生创办《天津学生联合会报》。1919年8月，回民爱国领袖马云亭和朱氏二兄弟因抗日宣传，被当局枪决。周恩来撰写《评现今舆论界并问〈益世报〉》《再问〈益世报〉》等文章，批评《益世报》只关注军阀混战，并未关注国难。《益世报》随后转载了周恩来的文章，并增加了相应的报道。后来，北洋政府向天津协成印字馆施压，要求不准其印刷该报纸，《益世报》则出面代印。
1920年至1924年周恩来赴西欧勤工俭学时，被该报聘为特约记者。先后为《益世报》撰写长篇通讯达57篇之多，总字数达25万多字。其内容主题包括反映欧洲社会情况、反映勤工俭学学生的斗争。1921年6月，留法勤工俭学学生爆发了大规模斗争，先后写下了《旅法华人拒绝借款之运动》、《中法大借款竟实行签字矣》、《中法大借款案之近讯》等文章，以期拒绝北洋政府向法国政府秘密借款。中国驻法公使馆发布布告停发勤工俭学学生的生活维持费后，又写了长达3万字的长篇通信《勤工俭学生在法最后之运命》描述留法学生的对此的抗争。

### 军阀干涉
1922年，路友于开始担任《益世报》北京版编辑，于1923年加入中国国民党，与共产党员李大钊、国民党员于右任在组建国民党北方执行部。1924年，受李大钊介绍到北京报馆工作的成舍我，因嫌报馆沦为军阀工具，辞去《益世报》的工作，独立创办《世界晚报》，获得广大读者青睐；4月即因报道江浙战争时被当局以“混淆视听”之理由被查封。1927年4月，奉系军阀张作霖包围庇护左翼分子的苏联大使馆，逮捕了《益世报》北京版编辑李大钊、路友于，并判处死刑。
1923年起，颜旨微出任天津版总主笔，仿照梁启超“新文体”，以浅近文言评论时事，与上海《商报》主笔陈布雷其名，当时有“北颜南陈”之说。颜旨微立论折衷，流畅易诵，对各派立场持调和态度，曾连续发表十余篇社论批评北洋政府大举外债。奉系军阀以《益世报》“宗旨乖谬，别抱阴谋，对于东省政局污蔑诋毁意图挑拨”为由，要求东省各地查禁《益世报》的北京版及天津版。1924年，由于天津《益世报》在直奉战争反奉拥直的立场，為了避免奉系軍閥的干擾，遷進意大利租界。1925年，奉系军阀进入天津，刘守荣被逮捕，报纸被强行接管；其后三年，天津报馆都是由奉系军阀所经营。
1928年夏，国民革命军北伐成功，奉系势力被逐出关外，《益世报》得以恢复之前立场。1928年10月，天津版总主笔颜旨微，应陈布雷邀请前去南京担任蒋介石秘书，但不久就以父母已老、不习惯南方生活为理由辞职。

### 反日宣传
1931年九一八事变后，国民政府实行不抵抗政策。当年，天津版日發行量達35,000份，与天津《大公报》持平，影响力一度超越《大公报》。1932年1月，该报聘请在上海的罗隆基来天津当主笔，强烈抨击当局的不抵抗政策，《益世报》因此受到停止发行的处分。
1933年《塘沽协定》签订后，罗隆基在《益世报》上发文，痛斥国民政府是“对外屈服，对内欺骗”。1933年秋，国民党蓝衣社暗杀罗隆基未遂，国民党天津市党部和国民党中央宣传部对《益世报》给予“严重警告”。1933年底，迫于压力，罗隆基不被《益世报》续约。钱端升继任主笔，数月间针砭时弊，因为写《论华北大势——兼送黄郛委员长南行》被迫离职。期间劉守榮總經理逝世，劉豁軒繼任。黄郛离开天津后，宋哲元代替黄郛管治北平、天津一带， 罗隆基取得宋哲元的谅解，重返《益世报》，期间发文反对国共内战，要求一致对外抗日。

### 人事斗争
1928年，刚从南开大学毕业的劉豁軒被聘请为总编辑，协助兄长刘守荣打理报社。自1928年天津设立特别市后，阎锡山、张学良和宋哲元争夺天津之控制权，轮流委派天津市长。1932年7月，《益世报》创始人、北平版编辑杜竹轩，因心脏病突发逝世:4195。1934年，刘守荣因病逝世。1936年，劉豁軒患病辞职。
1936年初劉豁軒辞职后，雷鸣远以益世股份有限公司董事長名義委常务置事李渡三李渡三繼任總經理。雷鸣远当众嘱咐李渡三报纸应当忠于天主教、保持政治独立及爱国、避免任用私人。然而，李渡三任用私人，接受他同乡、山西軍閥阎锡山的津貼，并且偷偷将股份转售给并非天主教徒的閻印封，并且宣布剥夺雷鸣远董事長头衔，自己取而代之。
1936年6月2日，因李渡三与日本人往来密切并以报馆名义领取津贴，雷鸣远带领强壮的修士和教友，乘夜間進入報館， 將李閻二人驅逐，委生寶堂為總經理，并当日刊登于《益世报》上。宗座駐華代表蔡寧发表声明，指出《益世報》為天主教報，雷鳴遠為該報董事長。
1937年7月28日，日军侵入天津，逮捕了前《益世报》经理刘豁轩。生宝堂拒不刊用日本同盟社的稿件，继续刊登各地抗战新闻和爱国文章。日本当局禁止《益世报》在天津市区发行，《益世报》报社在意大利租界内继续发行，还派人把报纸偷运到海河南岸的英、法租界去零售。生宝堂住在万国桥南侧的法国租界，日本特务设埋伏于万国桥上，拦截了生宝堂的法国牌照汽车，绑架生宝堂至日本宪兵队。当日与生宝堂议事的罗隆基则躲过一劫，翌日便离开天津南下。生宝堂受尽严刑，被活活地折磨致死。9月5日，天津《益世报》因此停刊。

## 1937年后

### 异地发行
1937年9月天津版因日军杀害主编生宝堂而停刊后，雷鸣远与南京教区主教于斌合作，1938年12月8日在昆明复刊，期间雷鸣远还到昆明报馆看望编辑，并要求延续天津报馆之抗日精神。1940年3月24日，《益世报》迁往重庆继续发行。在此期间，《益世报》内部人事与企业关系都和天津版没有任何关系。1940年6月，雷鸣远去世，于斌接任报社董事长。1944年12月25日，在天主教会支持下，《益世报》西安版创刊。
抗日战争胜利后，天津版于1945年12月1日复刊。1946年4月11日，聖座宣布在中国建立圣统制，于斌升任南京总教区总主教，并致力于致力于在天津、北平、南京、上海、西安、重庆6个城市设立《益世报》网，并筹组天主教益世广播电台。因于斌之反共立场，其本人被中国共产党列为国共内战之文化战犯，《益世报》亦被中国共产党攻击。期间新设立有南京版及上海版，各自于1946年6月15日、1946年11月12日创刊。

### 渗透与关停
1946年8月，中国共产党地下党员刘时平进入北平《益世报》担任记者。1946年12月，驻扎北平的美军士兵强奸国立北京大学先修班学生沈崇，引发全国性游行示威。北平市警察局、中央社、国立北京大学训导长陈雪屏隐瞒沈崇北京大学就读身份，并指其并非良家女子。时任北平《益世报》采访部主任的刘时平查阅国立北京大学学生注册表，确认了其国立北京大学学生身份，并公布了消息。
1948年7月《新民报》被关停后，南京教区总主教于斌于8月邀请《新民报》主编邹震任职《益世报》南京版，并称愿意付与全权。邹震因此安排中国共产党地下党进入该报工作，逐步控制了报纸的编辑权，并通过转载旧金山和新华社的广播内容，获得欢迎。在此期间，报纸的销量也从原来一天500份，上涨到近三万份，在南京仅次于《中央日报》。1949年3月7日，发表《论停止接受美援问题》社论，指责美国援助导致中国之内战不能结束；该社论随即被美联社转载，并在香港、华盛顿引起关注，国民政府随即决定逮捕作者宣谛之。
1949年前后，各地《益世报》先后停刊被中国共产党当局接收。天津《益世报》停刊后，刘益之辗转前往新加坡，受到于斌的支持，聘请到刘以鬯、刘文渠、张冰之、钟文苓、赵世洵等知名香港报人，1952年5月创设新加坡《益世报》，创刊后四个月随即就停刊。

## 版本概要
《益世报》1915年10月10日在天津创刊，是以天津版发行时间最久，影响力最大。1916年2月8日，开始发行北京版，与天津版销售采编相对独立。此后扩展有多地版本，均相对独立。按照创设时间顺序，梳理如下：

### 1937年前
- 天津版：1915年10月10日创刊，1937年9月因主编生宝堂被日军杀害而停刊。1945年抗日战争胜利后，刘守荣之子刘益之负责在天津复刊，刘豁轩担任复刊后的《益世报》社长，刘益之兼任总经理。[11]1945年12月1日，重新在天津发行。1949年1月15日，在中国人民解放军攻占天津，《天津日报》社兼新华社天津分社接管了在天津市区的《益世报》社人员资产，《益世报》因此停刊。[10]
- 北京版（北平版）：1916年，《益世报》创刊第二年，雷鸣远派副經理杜竹萱到北京創当地分馆，[1]潘云超为总编辑，在美国公使馆注册。[5]北平版采用天津版的期号。[44]1916年2月8日创刊，1939年5月6日停刊，中间有1919年5月25日至7月31日休刊。抗日战争胜利后，于1945年9月17日复刊。[44]1948年12月25日停刊。[44]1949年2月1日中国共产党进驻北平后，场地设备被《人民日报》接收。[45]

### 后方复刊
- 昆明版：1937年8月天津《益世报》停刊后，雷鸣远与南京教区主教于斌合作，使得《益世报》得以在1938年12月8日在昆明复刊。[14][46]1940年迁往重庆。[14]
- 重庆版：1940年3月，创设重庆版。[46]抗战胜利后，刘守荣之子刘益之奉命从重庆返回天津，重建《益世报》。[11]
- 西安版：1944年12月25日，在天主教会支持下，《益世报》西安版创刊，报社位于西安南大街12号。对开大报，初为3日刊，后改日刊。中途停刊，由天主教西安教区接办，1947年10月10日又复刊。发行人兼社长高思谦、马在天，副社长赵玉璞，经理蔺效如兼总编辑，主笔刘中流。主张“以言论报国”，持反共立场。1948年4-5月间该报又由魏步青接办，卢兖任社长，直至停刊。[39]

### 1945年后
- 南京版：1946年11月12日创刊，1948年8月后逐步为中国共产党地下党员所控制，1949年解放军攻占南京后，仍继续出版至《新华日报》顺利出版发行后，至5月16日方才停止出版。[43]
- 上海版：1946年6月15日创刊，解放军攻占上海前停办。[47]
- 新加坡版：1952年5月，由原天津版总经理刘益之在新加坡创设，创刊后四个月随即就停刊。[9][48]